# Irwiniella ceylonica
Irwiniella ceylonica är en tvåvingeart som beskrevs av Krober 1912. Irwiniella ceylonica ingår i släktet Irwiniella och familjen stilettflugor.
Artens utbredningsområde är Sri Lanka. Inga underarter finns listade i Catalogue of Life.